# Glaciar Daugaard-Jensen
El glaciar Daugaard-Jensen es una corriente de hielo de Groenlandia se encuentra en la costa este y desemboca en el Nordvestfjord.

## Geografía

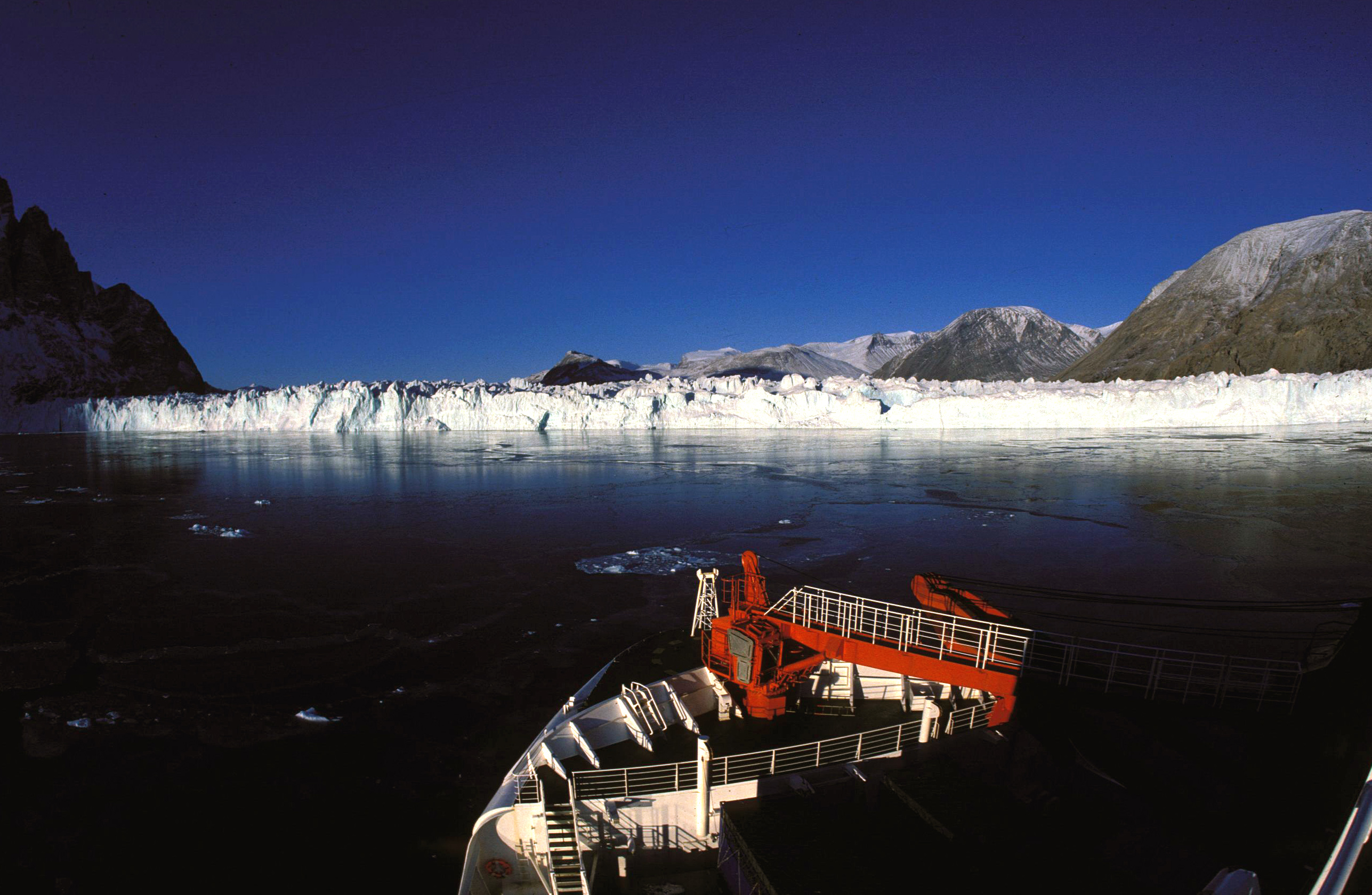
Vista del glaciar

El glaciar nace en la capa de hielo de Groenlandia, recibiendo el hielo que cubre un área de 48 900 km², se canaliza a través de las montañas llegando a varios glaciares. Su frente glaciar se encuentra en el Nordvestfjord donde forma acantilados de varios metros de altura desde donde se desprenden los icebergs. Estos son desplazados hacia Islandia en el sur por la Corriente de Groenlandia Oriental.

## Balance hídrico
Según algunos estudios, el glaciar presentó un pequeño déficit de hielo durante el período 1950-2001. Sin embargo, otros muestran un balance de agua casi cero. Así, en 1996, el glaciar recibió 10,5 ± 1 km³/año de hielo y liberaba de 10,5 ± 0,6 km³/año, dejando un balance de 0 ± 1 km³/año.